# Direito negativo
Direito negativo é um conceito formulado pela doutrina para aqueles direitos e garantias fundamentais que têm como objetivo a abstenção do Estado ou de terceiros de violá-las.
Canotilho em sua obra intitulada "Direito Constitucional e Teoria da Constituição" defende esta teoria sob o nome de "Direitos a atos negativos" em três perspectivas:
- Direito ao não impedimento de determinados atos (ex: liberdade de pensamento)
- Direito a não intervenção dos entes públicos em situações jurídico-subjetivas (ex: violação de correspondência)
- Direito a não eliminação de posições jurídicas (ex: propriedade)